# ハムゼ・ザリニ
ハムゼ・ザリーニー（ペルシア語: حمزه زرینی、1985年10月18日 - ）は、イランの男子バレーボール選手。テヘラン出身。元イラン代表。

## 来歴
ジュニア代表として2005年ジュニア世界選手権に出場。同年イラン代表のウイングスパイカーに選出され、2006年世界選手権の代表候補18名のメンバー入りを果たしたが、最終メンバー12名に残ることができず大会には出場できなかった。
チームの主力選手となった2008年、北京オリンピック世界最終予選に出場。同年開幕した第1回アジアカップでは初優勝に貢献するとともにMVPを獲得した。2009年アジア選手権では準優勝に貢献し、2009年ワールドグランドチャンピオンズカップに出場した。
2010年、アジアカップ2連覇を経験した。

## 球歴
- ワールドグランドチャンピオンズカップ - 2009年（5位）
- アジア選手権 - 2009年（準優勝）、2011年（優勝）、2013年（優勝）、2015年（準優勝）
- アジア競技大会 - 2010年（準優勝）

## 所属クラブ
- ペトロシミ・バンダレ・イマーム （2008-2009年）
- ダマシュ・ギランVC （2009-2011年）
- Kalleh Mazandaran（2011-2014年）
- Shahrdari Varamin（2014-2015年）
- Kalleh Mazandaran（2015-2016年）
- Shahrdari Varamin（2016-2017年）
- Shahrdari Tabriz（2017-2018年）
- Saipa Tehran（2018-2019年）
- Urmia Municipality VC（2019-2020年）
- Kalleh Mazandaran（2020-2021年）
- ペイカン・テヘランVC（2021-2022年）
- ChadorMalu Ardakan（2023-）